# Teotônio Esporte Clube
O Teotônio Esporte Clube é um clube brasileiro de futebol, com sede na cidade de Teotônio Vilela, no estado de Alagoas. O clube foi fundado em 1990. Atualmente o clube está licenciado de todas as competições. A camisa e o escudo têm as cores amarelo e azul.
Após uma fraca participação na Segunda Divisão de 2003, sua melhor participação na Segunda Divisão do Campeonato Alagoano foi no ano de 2005 onde a equipe chegou ao quadrangular final, terminando na terceira colocação, atrás do Ipanema e do campeão CSA ambos promovidos para a Primeira Divisão do ano seguinte.